# فومي كوغيما
فومي كوغيما هي منافسة ألعاب القوى يابانية، (و. 1916 – 1996 م).

## وصلات خارجية
- فومي كوغيما على موقع اللجنة الأولمبية الدولية (الإنجليزية)
- فومي كوغيما على موقع أوليمبيديا (الإنجليزية)